# Marc Heußinger
Marc Heußinger (* 1966 in Bielefeld) ist ein deutscher Manager.

## Leben
Nach dem Besuch des Ratsgymnasiums studierte Heußinger Betriebswirtschaftslehre in Münster. Nach dem Abschluss als Diplom-Kaufmann (1993) arbeitete er als wissenschaftlicher Mitarbeiter am BWL-Lehrstuhl für Distribution und Handel sowie an der dortigen Forschungsstelle für Textilwirtschaft (FATM). Mit einer Arbeit zu Koordinationsdefiziten in der Bekleidungswirtschaft wurde er Anfang 1998 promoviert.
Er trat bei Aldi Nord als Geschäftsführer der Niederlassung in Datteln ein und war als Verwaltungsrats-Bevollmächtigter für den Verkauf verantwortlich. Seit 2011 gehörte er dem Verwaltungsrat an. Im Januar 2013 löste er Hartmuth Wiesemann auf der Position des „Gesamtverantwortlichen“ ab. Heußinger gehört auch dem Vorstand der Markus-Stiftung an. Unter seiner Führung plante sein Stellvertreter Torsten Hufnagel das mehr als fünf Milliarden Euro schwere Projekt „Aniko“ (Aldi Nord Instore Konzept), im Zuge dessen die 2300 Märkte modernisiert werden sollen.
Im Herbst 2017, noch vor einem gerichtlichen Streit zwischen den Familiengesellschaftern von Aldi Nord, wurde sein Vertrag um fünf Jahre verlängert. Im September 2018 gab er seinen Chefposten in der Essener Zentrale auf. Den Posten des Verwaltungsratsvorsitzenden übernahm Torsten Hufnagel.
Insider munkeln, dass Heußinger der Zwist im Stiftungsrat belastete. Die Erneuerung wurde auf die lange Bank geschoben. „Weggefährten von Heußinger berichten, dass ihn der Familienhader und das ständige Anzweifeln seiner Entscheidungen durch die Jakobus-Stiftung nahezu lähmten. Ihm habe dadurch die Möglichkeit gefehlt, seine Entscheidungen zielgerichtet durchzusetzen.“
Seit April 2013 ist er Mitglied des Beirats der HSBC Trinkaus & Burkhardt AG.